# Плевен (хижа)
Вижте пояснителната страница за други значения на Плевен.
Хижа „Плевен“ е построена в периода 1967 – 1971 г. и се намира в местността Бъзов дял над кв. Видима на гр. Априлци. Състои се от 2 сгради с общ капацитет 180 места.
Основната сграда е масивна четириетажна постройка с капацитет 120 места, с етажни санитарни възли и бани. Част от стаите са с мивки. Сградата е водоснабдена и електрифицирана, с централно отопление. Разполага с ресторант и лавка.
Втората сграда е масивна триетажна постройка с капацитет 60 места, с етажни санитарни възли и мивка във всяка стая. Сградата е водоснабдена и електрифицирана, с централно отопление. Разполага с туристическа кухня и столова.

## Съседни хижи
- хижа „Васил Левски“ – 5.00 часа
- хижа „Балкански рози“ – 6.30 часа
- хижа „Хубавец“ – 7.00 часа
- хижа „Рай“ – 5.00 часа
- хижа „Амбарица“ – 6.00 часа през връх Голям Купен.
- хижа „Яворова лъка“ – 4.00 часа
- хижа „Зора“ – 1.30 часа пешеходен преход и 12 km по асфалтово шосе.
- хижа „Видима“ – 1.30 часа пешеходен преход и 5 km по асфалтово шосе

### Маршрути
- заслон „Ботев“ – 2.20 часа
- връх Ботев – 3.00 часа

## Галерия
- Хижа „Плевен“ през нощта
- Край хижа Плевен
- Изглед край хижата